# Melodifestivalen 1992
Melodifestivalen 1992 var den 32:a upplagan av musiktävlingen Melodifestivalen och samtidigt Sveriges uttagning till Eurovision Song Contest 1992. 
Finalen hölls på Cirkus den 14 mars 1992, där melodin "I morgon är en annan dag", framförd av Christer Björkman, vann, genom att ha fått högst totalpoäng av jurygrupperna. För andra året i rad, dock totalt för nionde gången, var finalkvällen uppdelad i två röstningsomgångar, där jurygrupperna röstade fram fem av tio bidrag till en slutgiltig omgång. Det här året var också det hittills sista året som man använt Cirkus som arena i Stockholm, men också att Stockholm fick stå värd igen för tävlingen. I maj samma år firade Cirkus hundraårsjubileum.
I morgon är en annan dag fick sedan representera Sverige, på hemmaplan i ESC 1992 som arrangerades i Malmö i Sverige den 9 maj 1992.

## Tävlingsupplägg[2]
För andra året i rad beslöt Sveriges Television att behålla systemet med att låta finalen vara uppdelad i två tävlingsomgångar, där de regionala jurygrupperna först röstade bort fem bidrag av totalt tio innan de röstade fram vinnarbidraget. Precis som tidigare år kunde vem som helst, som var svensk medborgare, skicka in bidrag till tävlingen. Den exakta siffran på antalet bidrag är dock inte känd. 
Bidraget "Venus butterfly" orsakade stor rabalder i festivalen. Från början skickades det in till televisionen med text av Bert Karlsson och Nick Borgen samt musik av Lennart Clerwall, men eftersom Borgen då var norsk medborgare kunde han inte stå med som låtskrivare, eftersom festivalen inte tillät icke-svenska medborgare att skicka in bidrag. På scenen orsakade bidraget rabalder på grund av sitt sexuella textinnehåll.
Till skillnad från Sveriges senaste arrangemang av Eurovision behövde man inte banta ned tävlingen av ekonomiska skäl. Man behövde ej heller stå över tävlingen helt året därpå, vilket man gjorde 1976. 

### Återkommande artister
| Artist                         | Tidigare år (med placering) (Melodifestivalen)                             | Tidigare år (med placering) (ESC) |
| ------------------------------ | -------------------------------------------------------------------------- | --------------------------------- |
| Kikki Danielsson               | 19781 (2:a), 19802 (4:a), 19812 (2:a), 19822 (1:a), 1983 (2:a), 1985 (1:a) | 19822 (8:a), 1985 (3:a)           |
| Lizette Pålsson                | 1990 (6:a)                                                                 | –                                 |
| Py Bäckman                     | 19793 (7:a)                                                                | –                                 |
| Wizex (Duett med Lena Pålsson) | 19781 (2:a)                                                                | –                                 |

1 1978 tävlade Kikki Danielsson tillsammans med Lasse Holm och gruppen Wizex.

2 1980 och 1982 tävlade Kikki Danielsson som en del av gruppen Chips. 1981 hette gruppen Sweets 'n Chips.

3 1979 tävlade Py Bäckman med gruppen Py Gang.

### Övrigt
- Aftonbladet genomförde en telefonomröstning där läsarna utsåg Lizette Pålssons sång "Som om himlen brann" till vinnare.
- Alla bidrag fick minst en åtta-poängare var.
- I andra omgången fick Lizette Pålsson fler 8:or än segraren Christer Björkman men inte en enda 6:a.

## Finalkvällen
Finalen av festivalen 1992 direktsändes i Kanal 1 den 14 mars 1992 kl. 20.00-21.30 från Cirkus i Stockholm. Programledare var Adde Malmberg och Claes Malmberg medan Anders Berglund var kapellmästare. Kören bestod av Kofi Bentsi-Enchill, Erika Essen-Möller, Lilling Palmeklint och Nick Malmström. Programmet avbröts mitt i då man sände ett fem minuter långt Aktuellt-program.
De elva regionala jurygrupperna, som vardera representerade en svensk stad från nord till syd, fick även det här året utse vinnaren och Sveriges representant i Eurovision Song Contest. För andra/nionde gången användes systemet med att avgöra finalen i två omgångar, där juryn efter att ha hört de tio finalbidragen röstade bort hälften innan de bestämde vinnarlåten. Poängen som juryn delade ut i den första omgången gjordes dolt, och de fem vinnarbidragen gick därför vidare utan inbördes ordning i programmet. I den andra omgången röstade jurygrupperna synligt och gav poängen enligt följande mall: 8 poäng till juryns vinnare, 6 poäng till juryns tvåa, 4 poäng till juryns trea, 2 poäng till juryns fyra och 1 poäng till juryns femma.
Likt åren innan hade jurygrupperna fyra parametrar att hålla sig till för att bli godkända som jurygrupp:
1. Varje jurygrupp skulle innehålla tio personer.
2. Av dessa tio skulle könsfördelningen vara jämn, dvs. det skulle vara lika många män som kvinnor.
3. Av hela juryn totalt skulle fyra personer komma från musikbranschen/vara musikkunniga och sex personer komma från allmänheten.
4. Av hela juryn totalt skulle fyra personer representera åldrarna 16-30 år, tre personer representera åldrarna 30-45 år och tre personer representera åldrarna 45-60 år.

### Första omgången

#### Startlista
Nedan listas bidragen i startordning i den första omgången. Bidrag med beige bakgrund tog sig till andra omgången.
Resterande låtar placerade sig på delad sjätte plats.
| Nr | Artist                   | Låt                        | Upphovsmän (Text & musik)                                  | Anmärkning |
| -- | ------------------------ | -------------------------- | ---------------------------------------------------------- | ---------- |
| 1  | Angel                    | Venus Butterfly            | Bert Karlsson (t), Nick Borgen (t), Lennart Clerwall (m)   | Utslagen   |
| 2  | Thérèse Löf              | Ingenting går som man vill | Peter Grönvall (tm), Nanne Nordqvist (tm)                  | Utslagen   |
| 3  | Christer Björkman        | I morgon är en annan dag   | Niklas Strömstedt (tm)                                     | Till Final |
| 4  | Anna Nederdal            | Ingen annan än du          | John Ekedahl (tm), Tommy Kaså (m)                          | Utslagen   |
| 5  | Lizette Pålsson & Bizazz | Som om himlen brann        | Jane Larsson (t), Leif Larsson (m)                         | Till Final |
| 6  | Shanes                   | Upp, flyger vi upp         | Björn Ander Andersson (tm)                                 | Utslagen   |
| 7  | Py Bäckman               | Långt härifrån             | Py Bäckman (tm), Anders Olausson (m)                       | Till Final |
| 8  | Maria Rådsten            | Vad som än händer          | Ulf Söderberg (t), Peter Grönvall (m), Nanne Nordqvist (m) | Till Final |
| 9  | Kikki Danielsson         | En enda gång               | Hans Skoog (t), Martin Klaman (m)                          | Till Final |
| 10 | Lena Pålsson & Wizex     | Jag kan se en ängel        | Kaj Svenling (t), Johnny Thunqvist (m)                     | Utslagen   |

### Andra omgången

#### Poäng och placeringar
| Nr | Låt                      | Luleå | Umeå | Sunds- vall | Falun | Örebro | Karl- stad | Gbg | Malmö | Växjö | Norr- köping | Stholm | Total- summa | Placering |
| -- | ------------------------ | ----- | ---- | ----------- | ----- | ------ | ---------- | --- | ----- | ----- | ------------ | ------ | ------------ | --------- |
| 3  | I morgon är en annan dag | 4     | 4    | 4           | 6     | 6      | 6          | 8   | 6     | 8     | 6            | 6      | 64           | 1         |
| 5  | Som om himlen brann      | 1     | 8    | 8           | 2     | 8      | 4          | 4   | 8     | 4     | 4            | 8      | 59           | 2         |
| 7  | Långt härifrån           | 2     | 1    | 1           | 4     | 1      | 1          | 6   | 2     | 6     | 8            | 1      | 33           | 5         |
| 8  | Vad som än händer        | 6     | 6    | 2           | 1     | 4      | 8          | 2   | 4     | 2     | 2            | 4      | 41           | 3         |
| 9  | En enda gång             | 8     | 2    | 6           | 8     | 2      | 2          | 1   | 1     | 1     | 1            | 2      | 34           | 4         |

#### Juryuppläsare
- Luleå: Anita Lovén
- Umeå: Göran Zackari
- Sundsvall: Maritta Selin
- Falun: Arne Jacobsson
- Örebro: Sten Lindqvist
- Karlstad: Ulf Schenkmanis
- Göteborg: Gösta Hanson
- Malmö: Bo Thurin
- Växjö: Jan Palm
- Norrköping: Larz-Thure Ljungdahl
- Stockholm: Marianne Anderberg

## Eurovision Song Contest
Efter Sveriges delade vinst, men ändå uppklarade vinst året innan fick Sverige stå värd, vilket blev tredje gången som det skedde. Tävlingen hade tidigare år förlagts till både Stockholm och Göteborg, men nu var det Malmös tur att få arrangera, vilket skedde den 9 maj 1992 på Malmö isstadion. Frank Naef, som varit EBU:s högste ansvarige chef för Eurovision Song Contest sedan 1978 tackades av i och med att han avslutade den tjänsten det här året. Efter flera tekniska misstag året innan gjordes en hel del om till det här året, bl.a. att alla kommentatorer fick översatta manuskript eftersom programledarna (i det här fallet Lydia Capolicchio och Harald Treutiger) för det mesta talade svenska.
Totalt kom tjugotre länder att deltaga det här året, vilket blev ett nytt rekord för hela tävlingen. Detta eftersom alla länder som medverkade året innan återkom samt att Nederländerna återvände efter ett års frånvaro. Det blev sista gången i år som Jugoslavien tävlade eftersom det året därpå delades upp i nya självständiga nationer. Detta visste man dock inte då det här årets final ägde rum.
Sverige tävlade som nummer sju (av tjugotre länder) och slutade efter alla länders juryöverläggningar på näst sista plats med endast nio poäng (varav fyra från Danmark och Jugoslavien respektive samt en poäng från Frankrike). Därmed fick Sverige sin dittills sämsta placering någonsin och den sämsta placeringen sedan gruppen Forbes tävlade för Sverige 1977. Vann gjorde Irland, med 155 poäng, som därmed fick sin fjärde seger med sin låt skriven av Johnny Logan (som vunnit Eurovisionen 1980 respektive 1987). De övriga medaljplaceringarna gick till Storbritannien (tvåa med 139 poäng) och Malta (trea med 123 poäng). Allra sist blev Finland med endast fyra poäng.

### Fotnoter
1. ↑  Melodifestivalen 1992, 14 mars 1992, eftertexter.[källa från Wikidata]
2. ↑  ”Melodifestivalen 1992”. Sveriges Television. Arkiverad från originalet den 18 april 2013. https://archive.is/20130418134923/http://www.svt.se/melodifestivalen/ommelodifestivalen/melodifestivalen-1992. Läst 23 oktober 2012.